# تشانغ دي
تشانغ دي (4 مايو 1973 - ) هو لاعب كرة طائرة الصين.